# Dennis Scott
Pour les articles homonymes, voir Scott.
Dennis Eugene Scott (né le 5 septembre 1968 à Hagerstown, Maryland) est un ancien joueur américain professionnel de basket-ball. Ailier issu de l'Université Georgia Tech, élu joueur de l'année "ACC" lors de la saison 1989-90, Scott fut sélectionné par le Magic d'Orlando au 4e rang de la Draft 1990 de la NBA après avoir été le meilleur marqueur de l'équipe des Yellow Jackets qui ont participé au Final Four, et qui fut membre du fameux trio surnommé "Lethal Weapon 3" composé outre de Scott, de Kenny Anderson et Brian Oliver.

## Biographie
Scott passa la majorité de sa carrière avec le Magic, y gagnant le surnom de "3-D" pour sa capacité à inscrire des tirs à 3-points. Jusqu'à l'arrivée de Shaquille O'Neal lors de la draft 1992, Scott et Nick Anderson furent les leaders aux points inscrits du Magic. Lors de la saison NBA 1995-1996, Scott battit le record NBA de tirs à 3-points inscrits avec 267 (qui fut battu dix ans plus tard par Ray Allen). Il a aussi battu le record NBA du plus grand nombre de tirs à 3-points inscrits sur un match (11) le 18 avril 1996. Lors du tir battant le record, la passe décisive fut délivrée par son coéquipier et ancien détenteur du record, Brian Shaw (il avait inscrit 10 tirs à 3-points le 8 avril 1993). Ce record a également été battu depuis par Kobe Bryant qui a transformé 12 tirs à 3-points le 7 janvier 2003, par Donyell Marshall le 12 mars 2005 et puis par Stephen Curry le 27 février 2016. Il fut honoré le 26 mars 2006 lors du programme "Remember the Past Nights", où le Magic célébra ses anciens joueurs - les autres joueurs honorés ce soir-là furent Nick Anderson et Scott Skiles.
En plus de sa longue carrière à Orlando, Scott évolua également sous les couleurs des Mavericks de Dallas et des Suns de Phoenix et dans une moindre mesure avec les Timberwolves du Minnesota et les Knicks de New York. En 2004, il tenta un retour en NBA avec les Lakers de Los Angeles (avec son ex-coéquipier et ami d'Orlando Shaquille O'Neal), mais à cause d'une abondance d'anciens grands joueurs vétérans présents dans l'effectif, les Lakers décidèrent de continuer avec un joueur plus jeune et évincèrent Scott après le camp d'entraînement.
Actuellement, Scott est consultant à la radio sur les Hawks d'Atlanta. Il a aussi accompli sa première saison en tant que manager général des Atlanta Vision de l'American Basketball Association.